# Ферма 1 (Иртышский район)
Ферма 1 (каз. Ферма 1) — упразднённое село в Иртышском районе Павлодарской области Казахстана. Ликвидировано в 2004 г. Входило в состав Лугового сельского округа.

## Население
В 1989 году население составляло 384 человека.

По данным переписи 1999 года в селе проживало 308 человек (150 мужчин и 158 женщин).